# 1 마일 투 유
《1 마일 투 유》(영어: 1 Mile to You)는 미국에서 제작된 리프 틸든 감독의 2017년 스포츠 로맨틱 드라마 영화이다. 빌리 크루덥, 그레이엄 로저스, 리아나 리버라토, 스테퍼니 스콧, 팀 로스, 피터 카이오티, 멜러니 린스키 등이 출연하였고, 스콧 윌리엄 앨버레즈 등이 제작에 참여하였다.

## 출연
- 빌리 크루덥
- 그레이엄 로저스
- 리아나 리버라토
- 스테퍼니 스콧
- 팀 로스
- 피터 카이오티
- 멜러니 린스키
- 재런 미첼
- 토머스 코쿼럴
- 피터 홀든